# 我的章鱼老师
《我的章鱼老师》（英語：My Octopus Teacher）是2020年Netflix原创纪录片，由皮帕·埃利希和詹姆斯·里德执导，讲述了电影工作者克雷格·福斯特于南非一处海藻林跟拍野生普通章鱼的故事。影片荣获第93届奥斯卡金像奖最佳纪录片奖。

## 梗概
2010年，克雷格·福斯特开始在南非开普敦福尔斯湾一偏僻地区的海藻林练习自由潜水。当地靠近开普半岛的西蒙镇，寒冷的大西洋本格拉寒流流经此地。
潜水的时候，福斯特注意到一只好奇的小章鱼，开始长达一年的日常跟拍，得以探寻章鱼休养生息的地方。他表示，自己和小章鱼的这段经历深刻影响到他的人生。小章鱼與福斯特的感情日渐增长，同时要抵挡带纹长须猫鲨的袭击。尽管处处提防，小章鱼还是在一次攻击中失去了触手，要撤回到巢穴中恢复，幸好新触手花了三个月重新长出来了。之后面对鲨鱼攻击，小章鱼可以灵活应对，巧妙地吸附在鲨鱼的背部。后来，小章鱼和一只大章鱼交配，产出大量卵子。最终小章鱼在照看卵的时候自然凋亡，鲨鱼叼走了她的尸体。
小章鱼给福斯特这段老师般的关系，让他认识到生活的脆弱及人与自然的关系。之后儿子跟随他当自由潜水者，在大学学习海洋生物学，父子关系更为深厚。

## 制作
影片由海洋改变计划（Sea Change Project）、Off The Fence和德国电视二台合拍，皮帕·埃利希和詹姆斯·里德担任执行制片人，水下摄影师罗杰·霍罗克斯（Roger Horrocks）执导，内容出自克雷格·福斯特和罗杰·霍罗克斯拍摄的画面。部分水下镜头在片中被删减，但被纪录片《蓝色星球2》第5集收录。
福斯特通过参与海洋改变计划成为制片人，从事环境报道的印度妻子斯瓦蒂·蒂亚加拉詹担任影片经纪人。
影片于2010年开始拍摄，历时10年，是Netflix首部南非原创纪录片。

## 发行
影片于2020年9月7日上线Netflix。

## 奖项
| 大奖               | 颁奖日期       | 奖项                | 获得者                                                        | 结果 | 参考   |
| ------------------ | -------------- | ------------------- | ------------------------------------------------------------- | ---- | ------ |
| 奥斯卡金像奖       | 2021年4月25日  | 最佳纪录片奖        | 皮帕·埃利希、詹姆斯·里德和克雷格·福斯特                       | 獲獎 | [ 15 ] |
| 美国电影剪辑师     | 2021年4月17日  | 最佳纪录片剪辑      | 皮帕·埃利希和丹·施瓦尔姆（Dan Schwalm）                       | 獲獎 | [ 16 ] |
| 英国电影学院奖     | 2021年4月11日  | 最佳纪录片          | 皮帕·埃利希、詹姆斯·里德和克雷格·福斯特                       | 獲獎 | [ 17 ] |
| 电影音响工会奖     | 2021年4月17日  | 最佳纪录片混音      | 巴里·唐纳利（Barry Donnelly）和查尔斯·莫斯特（Charl Mostert） | 提名 | [ 18 ] |
| 电影眼荣誉奖       | 2021年3月9日   | 观众选择奖          | 皮帕·埃利希和詹姆斯·里德                                      | 提名 | [ 19 ] |
| 电影眼荣誉奖       | 2021年3月9日   | 最佳摄影            | 罗杰·霍罗克斯                                                 | 提名 | [ 19 ] |
| 评论家选择纪录片奖 | 2020年11月16日 | 最佳摄影            | 罗杰·霍罗克斯                                                 | 獲獎 | [ 20 ] |
| 评论家选择纪录片奖 | 2020年11月16日 | 最佳科学/自然纪录片 | 《我的章鱼老师》                                              | 獲獎 | [ 20 ] |
| 评论家选择纪录片奖 | 2020年11月16日 | 最佳叙事            | 克雷格·福斯特                                                 | 提名 | [ 21 ] |
| 评论家选择纪录片奖 | 2020年11月16日 | 最佳纪录片          | 《我的章鱼老师》                                              | 提名 | [ 21 ] |
| 美国导演协会奖     | 2021年4月10日  | 最佳纪录片导演      | 皮帕·埃利希和詹姆斯·里德                                      | 提名 | [ 22 ] |
| 地球x电影奖        | 2020年4月26日  | 最佳影片            | 《我的章鱼老师》                                              | 獲獎 | [ 23 ] |
| 广州国际纪录片奖   | 2020年12月27日 | 最佳纪录片导演      | 皮帕·埃利希和詹姆斯·里德                                      | 獲獎 | [ 24 ] |
| 休斯顿影评人协会   | 2021年1月18日  | 最佳纪录片          | 《我的章鱼老师》                                              | 獲獎 | [ 25 ] |
| 国际纪录片协会奖   | 2021年1月16日  | 最佳配乐            | 凯文·斯穆特斯（Kevin Smuts）                                  | 獲獎 | [ 26 ] |
| 国际纪录片协会奖   | 2021年1月16日  | 最佳编剧            | 皮帕·埃利希和詹姆斯·里德                                      | 提名 | [ 26 ] |
| 国际纪录片协会奖   | 2021年1月16日  | 帕伦·洛伦兹奖       | 皮帕·埃利希、詹姆斯·里德和克雷格·福斯特                       | 獲獎 | [ 26 ] |
| 杰克逊·霍尔电影节  | 2020年10月1日  | 大提顿奖            | 《我的章鱼老师》                                              | 獲獎 | [ 27 ] |
| 杰克逊·霍尔电影节  | 2020年10月1日  | 最佳人与自然长片    | 《我的章鱼老师》                                              | 獲獎 | [ 27 ] |
| 杰克逊·霍尔电影节  | 2020年10月1日  | 最佳自然科学长片    | 《我的章鱼老师》                                              | 獲獎 | [ 27 ] |
| 杰克逊·霍尔电影节  | 2020年10月1日  | 最佳剪辑            | 皮帕·埃利希、丹·施瓦尔姆金克斯·戈弗雷（Jinx Godfrey）         | 獲獎 | [ 27 ] |
| 杰克逊·霍尔电影节  | 2020年10月1日  | 最佳生态题材长片    | 《我的章鱼老师》                                              | 提名 | [ 27 ] |
| 杰克逊·霍尔电影节  | 2020年10月1日  | 最佳影片            | 《我的章鱼老师》                                              | 提名 | [ 27 ] |
| 杰克逊·霍尔电影节  | 2020年10月1日  | 最佳摄影            | 罗杰·霍罗克斯和克雷格·福斯特                                  | 提名 | [ 27 ] |
| 杰克逊·霍尔电影节  | 2020年10月1日  | 最佳原创配乐        | 凯文·斯穆特斯                                                 | 提名 | [ 27 ] |
| 杰克逊·霍尔电影节  | 2020年10月1日  | 最佳空间音效        | 巴里·唐纳利（Barry Donnelly）                                 | 提名 | [ 27 ] |
| 电影音效剪辑师     | 2021年4月16日  | 杰出纪录片音频      | 巴里·唐纳利和查尔斯·莫斯特                                    | 提名 | [ 28 ] |
| 美国制片人工会奖   | 2021年3月24日  | 最佳纪录片制片人    | 克雷格·福斯特                                                 | 獲獎 | [ 29 ] |
| 聖地牙哥影評人協會 | 2021年1月11日  | 最佳纪录片          | 《我的章鱼老师》                                              | 提名 | [ 30 ] |
| 圣路易斯影评人协会 | 2021年1月17日  | 最佳纪录片          | 《我的章鱼老师》                                              | 提名 | [ 31 ] |